# آيت أوكستيت (تغدوين)
آيت أوكستيت هي إحدى مشيخات المملكة المغربية، تتبع جغرافيا لإقليم الحوز وإداريًا لتغدوين. يقدر عدد سكانها بـ 3532 نسمة حسب الإحصاء الرسمي للسكان والسكنى لسنة 2004.